# Musica (Gemelli DiVersi)
Musica è un singolo dei Gemelli DiVersi pubblicato nel 2000 da Best Sound in formato CD e 12". È il primo singolo estratto dal loro album 4x4, pubblicato nel 2000.
La base della canzone utilizza un campionamento del brano Paris Latino dei Bandolero, pubblicato come singolo nel 1983.

## Il disco
Il singolo entra nella classifica dei singoli più venduti in Italia il 13 luglio 2000, e riesce a salire fino alla settima posizione, il 20 luglio 2000.

## Tracce
1. Musica
2. Ancora in piedi
3. Funky lobby
4. I Am Happy